# ریزجراحی
ریزجراحی یا جراحی میکروسکوپی (به انگلیسی: Microsurgery)، اصطلاحی عمومی برای جراحی‌های نیازمند به میکروسکوپ است. بارزترین پیشرفت‌ها روش‌هایی بوده که برای امکان هم‌دهانی رگ‌های خونی و عصب‌های بسیار ریز (معمولاً ۱ میلی‌متر در قطر) توسعه یافته که امکان انتقال بافت از یک بخش بدن به دیگری و بازپیوند بخش‌های قطع‌شده را فراهم می‌کند. هرچند جراحی میکروسکوپی بیش‌تر در جراحی پلاستیک به‌کار می‌رود، اما امروزه از روش‌های جراحی میکروسکوپی توسط همهٔ تخصص‌ها بهره برده می‌شود، به‌ویژه آن‌هایی که با جراحی ترمیمی سروکار دارند مانند: جراحی عمومی، جراحی استخوان‌پزشکی، جراحی زنان‌وزایمان، جراحی گوش‌وحلق‌وبینی، جراحی مغزواعصاب، جراحی فک‌وصورت، جراحی اطفال و جراحی ترمیمی و سوختگی و جراحی ترمیمی دست است.